# Roberto López López
 Roberto López López  (Leganés, Madrid, España, 19 de septiembre de 1992) conocido deportivamente como Rober López es un futbolista español que juega como delantero centro. Actualmente forma parte del CE Carroi de la Primera División de Andorra.

## Trayectoria deportiva
Rober se formó en diferentes clubes de fútbol base de la Comunidad de Madrid. En etapa juvenil compitió con el combinado U19 de la AD Unión Adarve en la División de Honor Juvenil de España, hasta que en su último año formativo, con 18 años, dio el salto como sénior en la temporada 2011/2012, entrando en las filas del CD El Álamo de la Preferente de Madrid para la siguiente campaña unirse al proyecto del Alcobendas Sport del grupo séptimo de la Tercera División de España donde permaneció por dos campañas.
En verano de 2014 firma en primera instancia con la Unión Deportiva Somozas de Segunda División B de España para un trimestre después recalar en el RCD Carabanchel. El curso posterior ficha en primer lugar por el CD El Casar para después hacer lo propio en el Real Ávila CF con el que se proclama campeón de la  Primera División Regional de Castilla y León.
Un año después, Rober ficha por la AD Parla de Tercera División de España para esa misma campaña 2016/2017 acabar en la SD Tenisca del grupo canario de la misma categoría.
Más adelante formaría parte de otros clubes de la Comunidad de Madrid como CDE Lugo Fuenlabrada, UD Ciempozuelos, hasta regresar a la AD Parla tres cursos después.
En la temporada 2019/2020 entra en las filas de otros clubes de la Preferente de Madrid siendo estos Móstoles CF, después La Moraleja CF y para en el siguiente periodo de competición hacer lo propio en el Club Deportivo Humanes
De cara a la temporada 2021/2022, el CE Carroi de la Primera División de Andorra anuncia a través de sus medios oficiales la contratación de Rober quien firmó contrato profesional con el club andorrano para reforzar su ataque.

## Carrera deportiva

### Clubes
| Club                            | País    | Año               |
| ------------------------------- | ------- | ----------------- |
| CD El Álamo                     | España  | 2011 – 2012       |
| Alcobendas Sport                | España  | 2012 – 2014       |
| Unión Deportiva Somozas         | España  | 2014              |
| Real Club Deportivo Carabanchel | España  | 2014 – 2015       |
| CD El Casar                     | España  | 2015              |
| Real Ávila CF                   | España  | 2016              |
| AD Parla                        | España  | 2016 – 2017       |
| SD Tenisca                      | España  | 2017              |
| CDE Lugo Fuenlabrada            | España  | 2017 – 2018       |
| UD Ciempozuelos                 | España  | 2018              |
| AD Parla                        | España  | 2019              |
| Móstoles CF                     | España  | 2019              |
| La Moraleja CF                  | España  | 2020              |
| CD Humanes                      | España  | 2020 – 2021       |
| CE Carroi                       | Andorra | 2021 – Actualidad |